# کورتگن
کورتگن (به هلندی: Kortgene) یک منطقهٔ مسکونی در هلند است که در نورد-بیفه‌لاند واقع شده‌است. کورتگن ۱٬۸۴۷ نفر جمعیت دارد.